# Duomyia iris
Duomyia iris är en tvåvingeart som beskrevs av Mcalpine 1973. Duomyia iris ingår i släktet Duomyia och familjen bredmunsflugor. Inga underarter finns listade i Catalogue of Life.